# アンギオゲニン
- アンギオゲニン
- アンジオゲニン
- アンギオジェニン
- アンジオジェニン

アンギオゲニン（英: angiogenin、ANG）は、ヒトではANG遺伝子にコードされる、123アミノ酸からなるタンパク質である。Ribonuclease 5（RNase 5、RNASE5）としても知られる。ANGは、血管新生過程を介して新血管の形成を強力に刺激する。ANGは細胞内のRNAを加水分解してタンパク質合成レベルの調節を行うとともに、DNAと相互作用してプロモーター様作用によってrRNAの発現を高める。ANGは血管新生、そしてアポトーシスを抑制する遺伝子の活性化を通じてがんや神経変性疾患と関連している。

## 機能
ANGは、正常な血管新生と腫瘍血管新生の双方への関与が示唆される重要なタンパク質である。ANGは内皮細胞や平滑筋細胞と相互作用し、遊走、浸潤、増殖や管腔構造の形成を引き起こす。内皮細胞と平滑筋細胞の双方において、ANGはアクチンと結合し、タンパク質分解カスケードを活性化する複合体を形成する。このカスケードは、基底膜のラミニンやフィブロネクチンの層を分解するプロテアーゼやプラスミンの産生をアップレギュレーションする。基底膜や細胞外マトリックスの分解によって、内皮細胞は血管周囲組織へ進入し遊走することが可能となる。内皮細胞の細胞膜で行われるANGとの相互作用は、ERK1/2やPKB/Aktの活性化をもたらす。これらのタンパク質の活性化は細胞増殖やさらなる血管新生をもたらす。血管新生における最も重要な段階は、ANGの核への移行である。核へ移行したANGは、rDNAの上流に位置する遺伝子間領域に存在する、CTに富むアンギオゲニン結合エレメント（ABE、CTCTCTCTCTCTCTCTCCCTC配列）に結合することでrRNAの転写を高め、そして他の血管新生因子を活性化することで血管新生を誘導する。
ANGのアミノ酸配列は、リボヌクレアーゼA（RNase A）と33%同一である。ANGはRNase Aと基本的には同じ触媒作用を有しており、ピリミジンの3'側を選択的に切断し、リン酸基転移-加水分解過程をたどる。ANGとRNase Aでは触媒残基の多くが同一であるが、標準的なRNA基質の切断効率はRNase Aの方が105–106倍高い。このANGの非効率性は117番のグルタミン残基が触媒部位へのアクセスを遮断していることを原因としており、変異導入によってこの残基を除去することでリボヌクレアーゼ活性は11–30倍向上する。こうした非効率性にもかかわらず、ANGの酵素活性は生物学的機能に必要不可欠であるようであり、重要な触媒残基（His13やHis114）の置換はtRNAに対するリボヌクレアーゼ活性を1/10000低下させ、また血管新生作用もほぼ完全に消失する。

## 疾患

### がん
ANGは血管新生や細胞生存過程において機能するため、がんの病理に大きな役割を果たしており、治療標的となる可能性がある。ANGと腫瘍との関係を示すエビデンスが研究から得られている。ANGの核移行はrRNAの転写のアップレギュレーションを引き起こし、ANGのノックアウト細胞株ではダウンレギュレーションが引き起こされる。ANG阻害剤の存在下では核移行が阻害され、腫瘍成長と全体的な血管新生の低下が引き起こされる。また、HeLa細胞ではANGは細胞密度とは無関係に核に移行する。ヒト臍帯静脈内皮細胞（HUVEC）では細胞が特定の密度に達するとANGの核移行は停止するのに対し、HeLa細胞ではこの時点を通過しても移行は継続される。ANGの阻害はHeLa細胞の増殖能に影響を及ぼすため、有効な治療標的となる可能性が示唆される。

### 神経変性疾患
ANGは運動神経保護作用を有するため、ANGの変異と筋萎縮性側索硬化症（ALS）との間には因果関係が存在する可能性が高い。ANGと関連した血管新生因子は中枢神経系や運動神経に対して直接的な保護作用を有する可能性がある。ALSを発症したマウスでは野生型ANGによって運動神経の変性が遅れることが明らかにされており、このことはALSに対するANGを用いた治療法の開発を支持するさらなるエビデンスとなっている。パーキンソン病との関連においては、ANGの発現はα-シヌクレイン凝集の存在下で劇的に低下する。ドーパミン産生細胞に対するANGの外因性投与はPKB/AKTのリン酸化をもたらし、パーキンソン病様症状誘発物質へ曝露した際のカスパーゼ-3の切断とアポトーシスを阻害する。

## 遺伝子
ANG遺伝子と隣接するRNASE4遺伝子（リボヌクレアーゼをコードする）はプロモーターと5'エクソンを共有しており、各遺伝子の完全なコーディング配列を有する異なる3'エクソンへスプライシングが行われることで、両遺伝子の転写産物が形成される。

## 関連文献
- Saxena SK; Rybak SM; Davey RT et al. (1992). “Angiogenin is a cytotoxic, tRNA-specific ribonuclease in the RNase A superfamily”. J. Biol. Chem. 267 (30):  21982–6. doi:10.1016/S0021-9258(19)36710-9. PMID 1400510.
- “The placental ribonuclease inhibitor (RNH) gene is located on chromosome subband 11p15.5”. Genomics 8 (4):  717–21. (1991). doi:10.1016/0888-7543(90)90260-2. PMID 2276743.
- “Characteristic ribonucleolytic activity of human angiogenin”. Biochemistry 25 (12):  3527–32. (1986). doi:10.1021/bi00360a008. PMID 2424496.
- “Tissue distribution and developmental expression of the messenger RNA encoding angiogenin”. Science 237 (4812):  280–2. (1987). Bibcode: 1987Sci...237..280W. doi:10.1126/science.2440105. PMID 2440105.
- “Angiogenin activates endothelial cell phospholipase C”. Proc. Natl. Acad. Sci. U.S.A. 85 (16):  5961–5. (1988). Bibcode: 1988PNAS...85.5961B. doi:10.1073/pnas.85.16.5961. PMC 281885. PMID 2457905.
- “Angiogenin stimulates endothelial cell prostacyclin secretion by activation of phospholipase A2”. Proc. Natl. Acad. Sci. U.S.A. 86 (5):  1573–7. (1989). Bibcode: 1989PNAS...86.1573B. doi:10.1073/pnas.86.5.1573. PMC 286740. PMID 2646638.
- “Characterization of ribonucleolytic activity of angiogenin towards tRNA”. Biochem. Biophys. Res. Commun. 161 (1):  121–6. (1989). doi:10.1016/0006-291X(89)91569-6. PMID 2730651.
- “Binding of placental ribonuclease inhibitor to the active site of angiogenin”. Biochemistry 28 (8):  3556–61. (1989). doi:10.1021/bi00434a061. PMID 2742853.
- Strydom DJ; Fett JW; Lobb RR et al. (1986). “Amino acid sequence of human tumor derived angiogenin”. Biochemistry 24 (20):  5486–94. doi:10.1021/bi00341a031. PMID 2866794.
- Kurachi K; Davie EW; Strydom DJ et al. (1986). “Sequence of the cDNA and gene for angiogenin, a human angiogenesis factor”. Biochemistry 24 (20):  5494–9. doi:10.1021/bi00341a032. PMID 2866795.
- “Human placental ribonuclease inhibitor abolishes both angiogenic and ribonucleolytic activities of angiogenin”. Proc. Natl. Acad. Sci. U.S.A. 84 (8):  2238–41. (1987). Bibcode: 1987PNAS...84.2238S. doi:10.1073/pnas.84.8.2238. PMC 304624. PMID 3470787.
- “Angiogenin mRNA in human tumor and normal cells”. Biochem. Biophys. Res. Commun. 146 (3):  1240–8. (1987). doi:10.1016/0006-291X(87)90781-9. PMID 3619929.
- “Isolation of angiogenin from normal human plasma”. Biochemistry 26 (16):  5141–6. (1987). doi:10.1021/bi00390a037. PMID 3663649.
- Hu GF; Strydom DJ; Fett JW et al. (1993). “Actin is a binding protein for angiogenin”. Proc. Natl. Acad. Sci. U.S.A. 90 (4):  1217–21. Bibcode: 1993PNAS...90.1217H. doi:10.1073/pnas.90.4.1217. PMC 45843. PMID 7679494.
- “Identification of the nucleolar targeting signal of human angiogenin”. Biochem. Biophys. Res. Commun. 203 (3):  1765–72. (1994). doi:10.1006/bbrc.1994.2391. PMID 7945327.
- “Nuclear translocation of angiogenin in proliferating endothelial cells is essential to its angiogenic activity”. Proc. Natl. Acad. Sci. U.S.A. 91 (5):  1677–81. (1994). Bibcode: 1994PNAS...91.1677M. doi:10.1073/pnas.91.5.1677. PMC 43226. PMID 8127865.
- Acharya KR; Shapiro R; Allen SC et al. (1994). “Crystal structure of human angiogenin reveals the structural basis for its functional divergence from ribonuclease”. Proc. Natl. Acad. Sci. U.S.A. 91 (8):  2915–9. Bibcode: 1994PNAS...91.2915A. doi:10.1073/pnas.91.8.2915. PMC 43485. PMID 8159679.
- “A putative angiogenin receptor in angiogenin-responsive human endothelial cells”. Proc. Natl. Acad. Sci. U.S.A. 94 (6):  2204–9. (1997). Bibcode: 1997PNAS...94.2204H. doi:10.1073/pnas.94.6.2204. PMC 20065. PMID 9122172.